# Эттенштатт
Эттенштатт (нем. Ettenstatt) — община в Германии, в земле Бавария. 
Подчиняется административному округу Средняя Франкония. Входит в состав района Вайссенбург-Гунценхаузен. Подчиняется административному сообществу Эллинген.  Население составляет 830 человек (на 31 декабря 2010 года). Занимает площадь 15,84 км².
Коммуна подразделяется на 10 сельских округов.

## Население
По оценке на 31 декабря 2015 года население общины Эттенштатт составляет 840 чел. 

| Дата      | 1840 | 1871 | 1900 | 1925 | 1939 | 1950 | 1961 | 1970 | 1987 | 2011 |
| --------- | ---- | ---- | ---- | ---- | ---- | ---- | ---- | ---- | ---- | ---- |
| Население | 834  | 761  | 767  | 764  | 713  | 1081 | 828  | 809  | 791  | 848  |

| Год       | 1960 | 1970 | 1980 | 1990 | 2000 | 2009 | 2010 | 2011 | 2012 | 2013 | 2014 | 2015 |
| --------- | ---- | ---- | ---- | ---- | ---- | ---- | ---- | ---- | ---- | ---- | ---- | ---- |
| Население | 821  | 819  | 788  | 822  | 862  | 848  | 830  | 839  | 843  | 852  | 846  | 840  |

## Внешние ссылки
- Официальная страница